# Zavíječ moučný
Zavíječ moučný (Ephestia kuehniella, nesprávně mol potravinový) je motýl z čeledi zavíječovití. Jde o běžného potravinového škůdce rozšířeného po celém světě. Často bývá nalezen v mouce, obilovinách a na zrní ve skladech potravin.

## Popis a chování
Dospělý motýl je bledě šedý s tmavými pruhy a dosahuje délky až 12 mm. Rozpětí křídel má 20–25 mm. Larva je špinavě bílá s tmavší hlavou a před zakuklením měří 12 mm. Motýli létají po celý rok kromě zimního období. Ročně mají podle teploty od dvou do pěti generací.

## Škůdce
Zavíječ moučný škodí především ve skladech potravin a v mlýnech. Nejúčinnější ochranou před napadením je dodržování základních hygienických zásad při skladování potravin. Skladovací prostory musí být udržovány čisté a uklizené a především by mělo být uloženo obilí, mouka a cukry v těsně uzavřených skladovacích kontejnerech tak, aby nebyly dostupné škůdcům.